# Тейлър (окръг, Уисконсин)
Вижте пояснителната страница за други значения на Тейлър.
Окръг Тейлър (на английски: Taylor County) е окръг в щата Уисконсин, Съединени американски щати. Площта му е 2549 km², а населението - 19 913 души (1 април 2020). Административен център е град Медфорд.